# Dura pusilla
Dura pusilla är en fjärilsart som beskrevs av Embrik Strand 1923. Dura pusilla ingår i släktet Dura och familjen tofsspinnare. Inga underarter finns listade i Catalogue of Life.